# Pfarrkirche Tristach

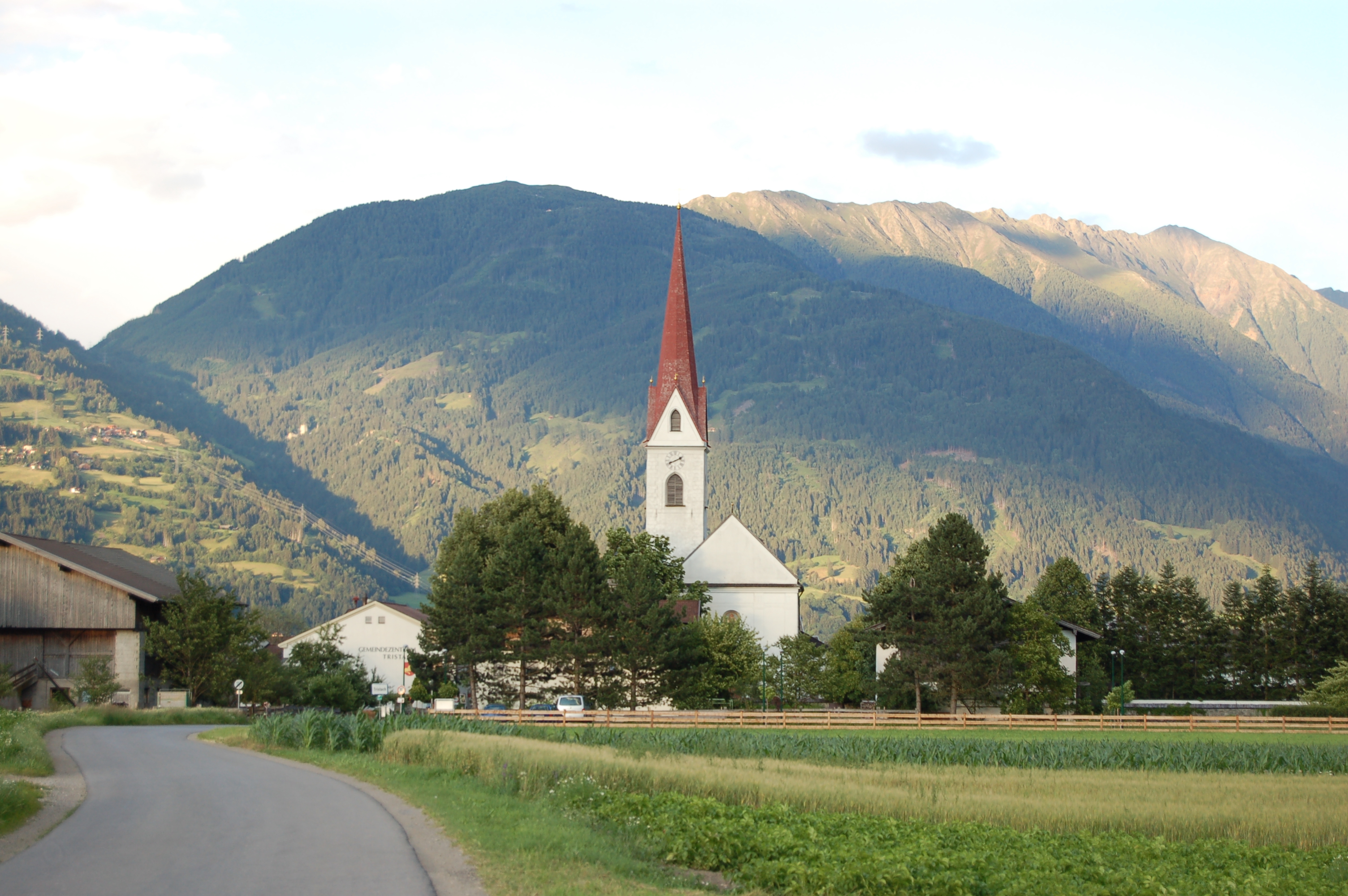
Katholische Pfarrkirche hl. Laurentius in Tristach

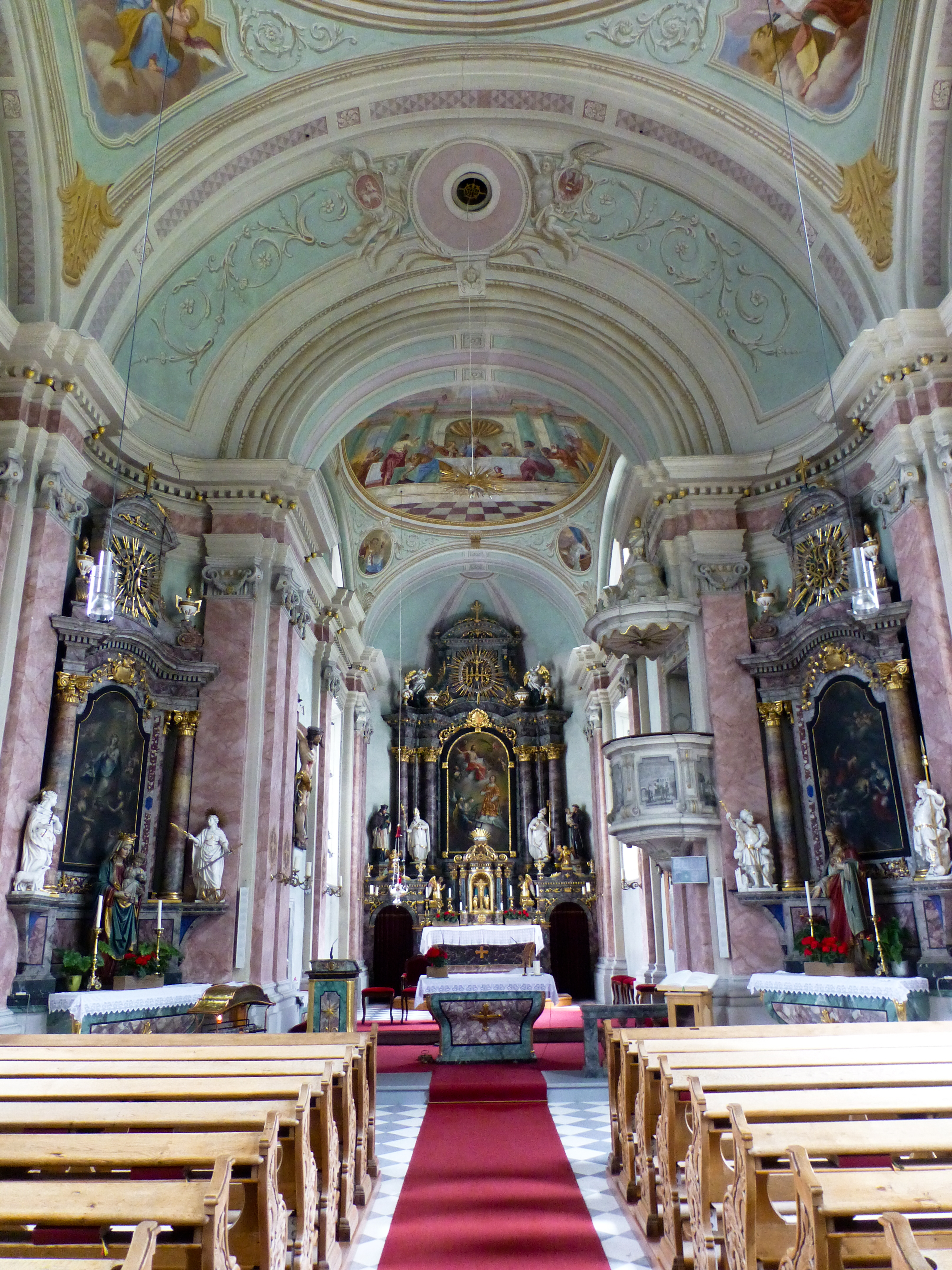
Innenraum der Kirche, Langhaus, Blick zum Chor

Die Pfarrkirche Tristach steht am südlichen Ortsrand in der Gemeinde Tristach im Bezirk Lienz im Bundesland Tirol. Die dem Patrozinium hl. Laurentius unterstellte römisch-katholische Pfarrkirche gehört zum Dekanat Lienz der Diözese Innsbruck. Die Kirche steht unter Denkmalschutz (Listeneintrag).

## Geschichte
Das Pfarrgebiet Tristach, Lavant und Amlach gehörte – da südlich der Drau gelegen – seit 811 zum Patriarchat von Aquileia, seit 1752 zum Erzbistum Görz und ab 1789 zur Diözese Brixen.
Der Sitz der Pfarre war anfangs in Lavant, 1230/1231 wechselte der Sitz nach Tristach, war um 1500 in Tristach. 1781 wurde Lavant abgetrennt. 1430 bestand eine Stiftung als Kaplanei, welche den Karmeliten in Lienz übertragen wurde. Die Karmeliten verwalteten von 1748 bis 1773 die Pfarre.
Urkundlich wurde 1050/1065 eine Kirche genannt, welche mit großer Sicherheit älter war. 1304 war eine Altarweihe. 1485 wurde ein gotischer Neubau geweiht. Unter Erhaltung des gotischen Chores wurde 1803/1806 das neue Langhaus nach den Plänen des Architekten Anton Mutschlechner des Älteren (1757–1822) errichtet und 1810 geweiht. 1961 war eine Restaurierung.

## Architektur
Die Kirche unter einem steilen Satteldach mit einem klassizistischen Langhaus und einem gotischen Chor und Turm ist von einem Friedhof mit einer Umfassungsmauer umgeben. Der Friedhof wurde 1971 erweitert und erhielt eine Totenkapelle nach den Plänen des Architekten Rudolf Stotter. Den Kruzifix schuf der Bildhauer Lorenz Wendlinger.
Das Kirchenäußere zeigt am Langhaus eine Gliederung durch die Fensterordnung und im Spritzputz ausgesparte Pilaster. Der abgesetzte Chor hat einen polygonalen Schluss, einen gotischen Sockel mit zweifacher Kehlung und kurze einfach abgetreppte Eckstreben. Der im Kern gotische Nordturm am Übergang vom Langhaus zum Chor mit einer ehemals barocken Zwiebelhaube, durch Brand 1898 zerstört, trägt einen achtseitigen Spitzhelm.
Das Kircheninnere zeigt ein einschiffiges Langhaus, saalartig von einer Flachkuppel überwölbt, die Pilaster mit Halbkapitellen sind mit Girlanden verziert und tragen ein verkröpftes Zahnschnittgesims. Der Triumphbogen ist rundbogig. Der eingezogene Chor hat ein Joch mit einer Kuppel und einen dreiseitigen Schluss, die Wände Pilaster mit Zahnschnittgesims. Die westliche Doppelempore steht auf Säulen, die untere Brüstung ist leicht geschwungen.
Die Kuppelmalereien schuf der Maler Christoph Brandstätter 1805, im Chor Letztes Abendmahl und in Medaillons die Vier Kirchenväter, im Langhaus Martyrium des hl. Laurentius, seitlich Evangelisten, am Triumphbogen Engel mit Wappenschilden von Tirol und der Diözese Brixen.

## Ausstattung
Der Hochaltar aus 1844 mit einer freistehenden Mensa mit Tabernakel hat dahinter einen Aufbau mit Säulen, verkröpftem Gebälk und einen geschwungenen Aufsatz, der Altar zeigt das Altarbild Aufnahme des hl. Laurentius in den Himmel, gemalt von Johannes Partl 1805; die Statuen der Heiligen Ingenius und Albuin sind aus der zweiten Hälfte des 18. Jahrhunderts.